# Francesco Fumo
Francesco Fumo (ur. 5 grudnia 1678 w Buseno, zm. po 1749 tamże) – sztukator, czynny w Polsce co najmniej od 1717 do co najmniej 1732. 
F. Fumo był pochodzenia włoskiego, urodził się we włoskojęzycznej części Szwajcarii. Przed przybyciem do Polski przez pewien czas przebywał w Wiedniu. W Polsce pracował przede wszystkim dla Elżbiety Sieniawskiej przy zdobieniu sztukaterią jej pałaców w Łubnicach w latach 1717-1723 oraz w Wilanowie (1723-1729), a następnie dla jej córki Zofii, przy pałacu wilanowskim, a od 1730 także w pałacu w Puławach. Co najmniej od 1736 mieszkał znów w swoim rodzinnym Buseno. Przez prawie cały pobyt w Polsce współpracował z architektem Giovannim Spazzio, z którego córką ożenił się w 1725.   